# Pagyda paraphragma
Pagyda paraphragma là một loài bướm đêm trong họ Crambidae.